# Tiara Brown
Tiara Brown (* 1988) ist eine US-amerikanische Boxerin. Sie wurde 2012 Weltmeisterin in der Gewichtsklasse bis 57 kg Körpergewicht (Federgewicht).

## Werdegang
Tiara Brown stammt aus Fort Myers, Florida. Dort besuchte sie auch eine High-School, wo sie im Alter von 13 Jahren im Jahre 2001 mit dem Boxen begann. Sie gehört dem Box-Club Headbangers Fort Myers an und wird von Barry Hunter und Patrice Harris trainiert. Sie besucht z. Zt. die Columbus State University, doch ist Boxen ihre Hauptbeschäftigung.
2009 nahm sie erstmals an der US-amerikanischen Meisterschaft der Frauen teil und erreichte im Leichtgewicht (bis 60 kg Körpergewicht) gleich das Finale, in dem sie allerdings gegen Patricia Manuel nach Punkten (4:14) unterlag. 2010 traf sie bei dieser Meisterschaft schon im Achtelfinale auf Patricia Manuel und unterlag gegen diese wieder nach Punkten (9:23). Sie kam deshalb in diesem Jahr nur auf den 9. Platz. Bei den US-National-Golden-Gloves 2010 besiegte sie im Leichtgewicht Mikael Mayer nach Punkten (3:2 Richterstimmen), unterlag aber im Halbfinale gegen Stephanie Han nach Punkten (0:5 Richterstimmen). Sie belegte deshalb bei diesem Turnier den 3. Platz.
2011 stieß Tiara Brown bei der US-amerikanischen Meisterschaft wieder bis in das Finale des Leichtgewicht vor, in dem sie allerdings gegen Queen Underwood knapp nach Punkten (21:23) verlor. Im Jahre 2012 wurde das Frauenboxen, allerdings nur in drei Gewichtsklassen, erstmals olympisch. Das Leichtgewicht gehörte dazu. Tiara Brown versuchte deshalb im Februar 2012 sich in Spokane einen Startplatz für diese Olympischen Spiele in London zu erkämpfen. Sie siegte dort über Patricia Manuel nach Punkten (18:13), unterlag dann aber gegen N'yteeyah Sherman nach Punkten (24:32). Dem Reglement dieses Qualifikationsturnieres sah vor, dass auch unterlegene Boxerinnen sich noch qualifizieren können. Dazu diente der Kampf gegen Bertha Aracil, den sie mit 12:11 Punkten gewann und der Kampf gegen Mikaela Mayer, den sie mit 18:23 Punkten verlor und damit endgültig aus dem Kreis der Olympiaaspirantinnen ausschied. 
Bei der USA-Meisterschaft 2012 startete Tiara Brown dann eine Gewichtsklasse tiefer, im Federgewicht und sie wurde mit Siegen über Kimberly Stowe (kampflos), Heather Hardy (37:12), Kristie Simmons (21:9) und Rashida Elles (20:17) erstmals US-amerikanische Meisterin. Dies hatte zur Folge, dass sie bei der Panamerikanischen Meisterschaft in Cornwall/Kanada im Federgewicht eingesetzt wurde. Sie siegte dort über Edelma Jeffrey, STL, durch Abbruch in der 3. Runde und über Melissa Guillemette, Mexiko (20:18) und Leonela Sanchez, Argentinien (15:11) nach Punkten und wurde damit Panamerikanische Meisterin. Im Mai 2012 startete sie auch bei der Weltmeisterschaft der Frauen im chinesischen Qinhuangdao und holte sich dort mit Punktsiegen über Mandakini Chanu, Indien (21:16), Qin Jiang, China (23:22), Swetlana Kamenowa, Bulgarien (22:14) und Sandra Kruk, Polen (24:21) den Weltmeistertitel im Federgewicht.
2013 war sie bei der USA-Meisterschaft wieder im Leichtgewicht am Start. Sie siegte dort im Halbfinale über Mikaela Mayer mit 2:1 Richterstimmen und unterlag im Finale gegen Queen Underwood mit demselben Ergebnis.
Bei den Panamerikanischen Meisterschaften 2014 in Guadalajara errang Brown eine Silbermedaille, wobei sie im Finale der Brasilianerin Tayna Cardoso mit 2:1 Punktrichterstimmen unterlag. Im selben Jahr startete sie auch bei den Weltmeisterschaften in Jeju-si. Hier erkämpfte sie sich nach Siegen über Aneta Rygielska, Polen (2:1), Svetlana Kamenova, Bulgarien (3:0), und Wen-Ling Chen, Volksrepublik China (2:1), und einer Halbfinalniederlage gegen die spätere Silbermedaillengewinnerin Nesty Petecio, Philippinen (3:0), die Bronzemedaille.

## Erfolge
| Jahr | Platz | Wettbewerb                                        | Gewichtsklasse | Ergebnisse |
| 2009 | 2.    | USA-Meisterschaft                                 | Leicht         | nach Punktsiegen über Rasheedah Home (16:6) und Yolanda Ezell (7:6) und Punktniederlage gegen Patricia Manuel (4:14)                                                               |
| 2010 | 9.    | USA-Meisterschaft                                 | Leicht         | nach Punktniederlage im Achtelfinale gegen Patricia Manuel (9:23) |
| 2010 | 3.    | US-National-Golden-Gloves                         | Leicht         | nach Punktsieg über Mikaela Mayer (3:2) und Punktniederlage gegen Stephanie Han (0:5)                                                                                              |
| 2010 | 9.    | US-PAL-Championships                              | Leicht         | nach Punktniederlage im Achtelfinale gegen Mikaela Mayer (3:13) |
| 2011 | 2.    | USA-Meisterschaft                                 | Leicht         | nach Punktniederlage im Finale gegen Queen Underwood (21:23) |
| 2011 | 4.    | Intern. Turnier in Oxnard/USA                     | Leicht         | nach Punktsieg über Julia Irmen, Deutschland (18:12) und Punktniederlagen gegen Sofja Otschigawa, Russland (9:13) und Karolina Graczyk, Polen (6:7)                                |
| 2012 | 4.    | Olympia-Qualif.-Turnier (Trials) in Spokane       | Leicht         | nach Punktsieg über Patricia Manuel (18:13), Punktniederlage gegen N'yteeyah Sherman (24:32), Punktsieg über Bertha Aracil (12:11) und Punktniederlage gegen Mikaela Mayer (18:23) |
| 2012 | 1.    | USA-Meisterschaft                                 | Feder          | nach kampflosem Sieg über Kimberly Stowe und Punktsiegen über Heather Hardy (37:12), Kristie Simmons (21:9) und Rashida Ellis (20:17)                                              |
| 2012 | 1.    | Panamerikanische Meisterschaft in Cornwall/Kanada | Feder          | nach Abbruchsieg in der 3. Runde über Edelma Jeffrey, STL und Punktsiegen über Melissa Guillemette, Mexiko (20:18) und Leonela Sanchez, Argentinien (15:12)                        |
| 2012 | 1.    | Weltmeisterschaft in Qinhuangdao/China            | Feder          | nach Punktsiegen über Mandakini Chanu, Indien (21:16), Qin Jiang, China (23:22), Swetlana Kamenowa, Bulgarien (22:14) und Sandra Kruk, Polen (24:21)                               |
| 2012 | 1.    | US-PAL-Championships                              | Feder          | nach Abbruchsieg in der 2. Runde über Amber Swift und Punktsiegen über Jen Hamman (32:12) und Virginia Fuchs (23:22)                                                               |
| 2013 | 2.    | USA-Meisterschaften                               | Leicht         | nach Punktsieg im Halbfinale über Mikaela Mayer (2:1) und Punktniederlage im Finale gegen Queen Underwood (1:2)                                                                    |

## Erläuterungen
- Federgewicht, Gewichtsklasse bis 57 kg, Leichtgewicht, bis 60 kg Körpergewicht